# 內斯盧希夫
49°57′41″N 24°26′1″E / 49.96139°N 24.43361°E

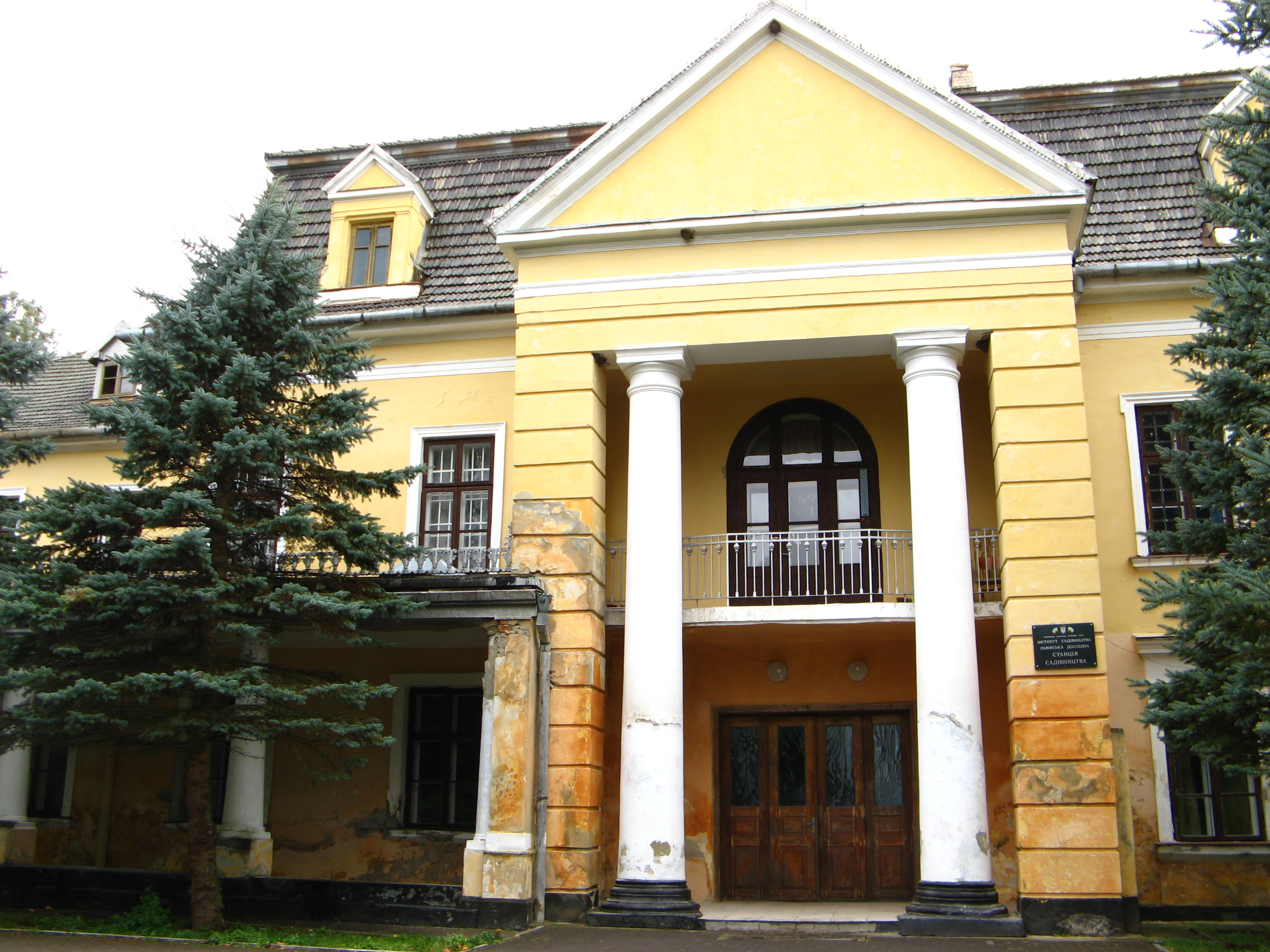

內斯盧希夫（羅馬化：Neslukhiv）是烏克蘭西部的村莊，隸屬利維夫州的利維夫區。該村始建於1241年，面積10.17平方公里，海拔高度244米，2001年人口1,081，人口密度每平方公里106.29人。